# Сарпол-е-Зохаб (Иран)
Сарпол-е-Зохаб (на персийски: سرپل ذهاب, Sarpole Zahâb; на кюрдски: Serpêllî Zehaw, سەرپێڵی زەهاوна кюрдски: سەرپێڵی زەهاو; също романизирано като Sarpol-e Z̄ahāb, Sar-ī-Pūl Zūhāb, Sar-e Pol-e Z̄ahāb, Pol-e Z̄ahāb, Sarpole-Zahab, Pol-e Z̄ohāb, Sarī-Pūl и Sar-ī-Pūl Zūhāb) е град в провинция Керманшах, Иран, намиращ се в близост до иракската граница. По официалното преброяване от 2006 г., населението на селището възлиза на 34 632 души.
Разговорен език в града е кюрдски, но езикът, който се използва в училища и офиси фарси – официален език в Иран. На практика всеки жител на града говори свободно на фарси, но населението на Сарпол-е-Зохаб е предимно от кюрди, говорещи калхори, горани и сорани – диалекти на кюрдския език. Жителите са последователи на исляма (както шиити, така и сунити) и на ярсанизма.

## История и забележителности
Известни са местните скални релефи, датиращи от периода на лулубеите. Селището днес стои на мястото на античния и средновековния Хулван – старинен град на входа на прохода Пайтак в планината Загрос.
Арабският хронист ал-Табари счита, че Хулван е основан Кобад I (488 – 531), но в действителност селище на това място има от далеч по-голяма древност, като Локхарт днес приема, че градът е наследник на сирийския град Халману, построен на границата между Вавилон и Медия. При Селевкидите градът е известен като Хала ({lang|el|Χαλόντις}}. Според Диодор Сицилийски, името е дадено след заселването на гръцки пленници от Беотия.
Под Сасанидската империя районът около Хулван е наричан „Хусрав Шуд Пероз“ („Радостта на побеждаващия Хосров“), а самият град – „Пероз Кавад“ („Победоносен Кавад“ "). След мюсюлманското завладяване на Персия посочените названия са арабизирани и зазвучават като „Хусрав Шад Фируз“ и „Фируз Кубад“. Макар че като останалата част от Медия градът спада към северните провинции, при Хосров II Парвиз (590 – 628) е включен в западните заедно с Месопотамия, тъй като сасанидските владетели започват да използват Загросовите планини като лятна резиденция извън столицата Ктезифон.
След битката при Кадисия през 636 г. последният сасанидски владетел Яздегерд III (632 – 651 г.) се е приютява в Хулван за известно време по време на бягството си от Ктезифон. След още едно тежко поражение в битката при Джалула през 637 г., Яздегерд напуска Хулван и се отправя към източните провинции на неговото царство, а градът пада в ръцете на преследващите го араби, водени от Джарир ибн Абдалах Баяли през 640 г. В началото на 40-те години градът има стратегическо значение като граничен пост между Месопотамските низини и все още намиращото се под сасанидски контрол Иранско плато. В Хулван е поставен гарнизон от персийски дезертьори („Камра“). В ранния ислямски период до Х век градът е описван като „процъфтяващ в плодородна област, която произвежда много плодове“ (Л. Локхарт). Хулван се намира на търговския Хорасански път и е първият град на провинция Джибал, в който се стига, пътувайки на изток от Багдад. При Муавия I (халиф) (661 – 680 г.) Хулван става столица на западен Джибал.
Ибн фадлан посещава града през 921 г. и го посочва в пътеписа си като Ал-Хелуя. Според Ибн Хаукал, друг пътешественик от Х век, Хулван е „наполовина по-голям от Динавар, а къщите му са построени от камък и тухли. Въпреки че климатът е горещ, нарове и смокини растат изобилно“. Според „Худуд ал-Алам“ от X в. "Смокините на града са изсушени и широко изнасяни, докато ал Мукдаси добавя, че градът е заобиколен от стена с осем порти и освен джамия има и синагога. Хулван е седалище на Източно-Сирийската църковна епархия в състава на Църква на Изтока между VIII и XII век. Около края на ХІІ век градът се управлява от полу-независимата династия на Аназидите, които са прогонени от Какуидите. Хулван е завзет и изгорен от селджуките през 1046, а земетресение през 1049 завършва унищожението на града и той никога не възстановява предишния си просперитет.

## Земетресение през 2017
Сарпол-е-Зохаб е един от двата големи града, които са най-сериозно засегнати през 2017 от Ирано–Иракското земетресение.